# GP3-Serie
Die GP3-Serie ist eine Automobilrennserie für Formel-Rennwagen, die von 2010 bis 2018 zusammen mit der FIA-Formel-2-Meisterschaft ausgetragen wurde. Wie die FIA-Formel-2-Meisterschaft wurde auch die GP3-Serie von Bruno Michel organisiert. 2019 wurde sie durch die FIA-Formel-3-Meisterschaft ersetzt.

## Sportliches Reglement
Die GP3-Serie wurde im Rahmenprogramm der FIA-Formel-2-Meisterschaft ausgetragen und fand somit zum größten Teil im Rahmenprogramm der Formel 1 statt. Insgesamt traten zehn Teams in dieser Meisterschaft an, die jeweils drei Autos einsetzten.

## Technik
Die GP3-Serie war eine Einheitsserie. Wie in der FIA-Formel-2-Meisterschaft wurden Chassis von Dallara und Motoren von AER (Advanced Engine Research Ltd.) verwendet. Der Motor der zweiten Generation (ab 2013) war ein 400 PS (294 kW) starker Sechszylindermotor mit 3,4 Liter Hubraum und einer Höchstdrehzahl von 8.000/min. Als Getriebe wurde ein Sechsgang-Getriebe von Hewland mit elektromagnetischer Steuerung von Magneti-Marelli und Paddle-Shift-Bedienung am Lenkrad eingesetzt. Pirelli lieferte die Reifen. Der Sicherheitsstandard der GP3-Serie entsprach dem Formel-1-Sicherheitsstandard von 2006. Das Budget lag bei ungefähr 600.000 Euro pro Fahrzeug im Jahr.

## Alle Meister der GP3-Serie
| Jahr | Meister           | Punkte | 2. Platz        | Punkte | 3. Platz               | Punkte | Bestes Team    | Punkte |
| ---- | ----------------- | ------ | --------------- | ------ | ---------------------- | ------ | -------------- | ------ |
| 2010 | Esteban Gutiérrez | 88     | Robert Wickens  | 71     | Nico Müller            | 53     | ART Grand Prix | 130    |
| 2011 | Valtteri Bottas   | 62     | James Calado    | 55     | Nigel Melker           | 38     | Lotus ART      | 124    |
| 2012 | Mitch Evans       | 151,5  | Daniel Abt      | 149,5  | António Félix da Costa | 132    | Lotus GP       | 378,5  |
| 2013 | Daniil Kwjat      | 168    | Facu Regalía    | 138    | Conor Daly             | 126    | ART Grand Prix | 378    |
| 2014 | Alex Lynn         | 207    | Dean Stoneman   | 163    | Marvin Kirchhöfer      | 161    | Carlin         | 347    |
| 2015 | Esteban Ocon      | 253    | Luca Ghiotto    | 245    | Marvin Kirchhöfer      | 200    | ART Grand Prix | 477    |
| 2016 | Charles Leclerc   | 202    | Alexander Albon | 177    | Antonio Fuoco          | 157    | ART Grand Prix | 595    |
| 2017 | George Russell    | 220    | Jack Aitken     | 141    | Nirei Fukuzumi         | 134    | ART Grand Prix | 590    |
| 2018 | Anthoine Hubert   | 214    | Nikita Masepin  | 198    | Callum Ilott           | 167    | ART Grand Prix | 640    |